# ASVO FC
Der ASVO FC (lang Association Sportive de la Vallée de l’Ouémé Football Club oder Association Vallée Omnisports Football Club) ist ein beninischer Fußballverein aus Adjohoun, Département Ouémé. Mit Stand Februar 2023 spielt er im Championnat National du Benin, der ersten Liga des Landes, und trägt seine Heimspiele im Stade d’Adjohoun aus, das 3500 Plätze umfasst.

## Bekannte Spieler
Die Spieler kamen wenigstens einmal für die Nationalmannschaft zum Einsatz:
- Wariss Aboki (* 1997)[3]
- Ulrich Dah-Achéffon (* 1994)[4]
- Alain Hounsa (* 1988)
- Éric Mensah (* 1994)[5]
- Djibril Naim Olatoundji (* 1995)[6]